# Pilgrim (sándwich)

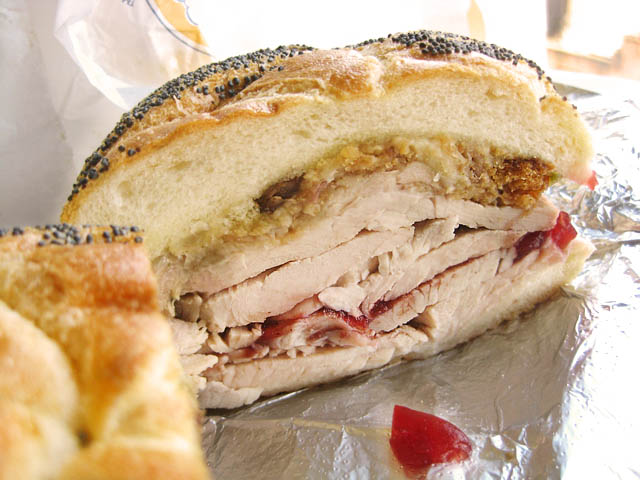
Corte del pilgrim sándwich mostrando la carne de pavo en rodajas.

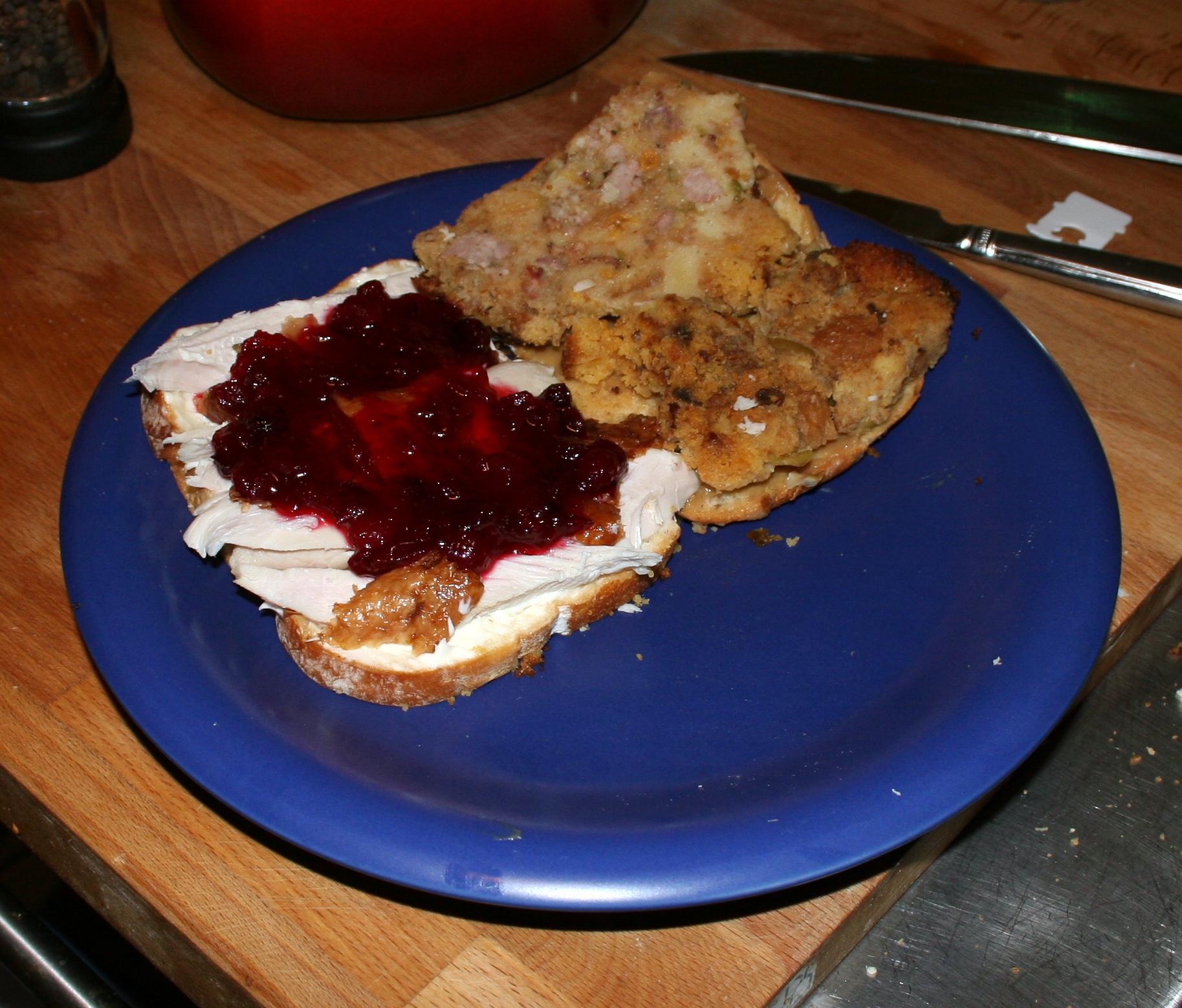
Versión casera del mismo sándwich mostrando los componentes, la carne de pavo y la salsa de arándanos rojos.

El sándwich pilgrim (denominado también como Sandwich puritan o incluso Thanksgiving's sandwich) es un tipo de sándwich habitual en Estados Unidos que hace alusión a los padres peregrinos (Pilgrim Fathers) y a la celebración del día de Acción de Gracias (Thanksgiving Day). Los ingredientes que hay en su interior suelen ser los restos de la cena familiar celebrada ese día, y se sirve en un tipo de pan especial, generalmente lo que se denomina un bap. El ingrediente principal es el pavo ya fileteado y la popular salsa de arándanos rojos. En algunas versiones suele incorporar alimentos nativos de los indios norteamericanos. Suele servirse frío, empleando las rodajas de carne de pavo como un fiambre. 

## Composición
La composición se centra en la carne de pavo, que fileteada o picada, es la única incorporación cárnica al pilgrim sándwich. El sabor de sus ingredientes proporciona una mezcla de salado/dulce, y tradicionalmente incluyen los restos de la cena del día de acción de gracias. Suele comerse en días posteriores a la celebración, aunque existen establecimientos hosteleros que sirven este sándwich en todos los días del año. 
Existen muchas variantes del pilgrim sandwich, algunas de ellas de autor. Algunas versiones sofisticadas de este pilgrim sándwich pueden elaborarse con muffins de harina de maíz, como un bocadillo elaborado con baguettes, como ciabatta rolls, a veces incluyendo aceite de oliva virgen, mantequilla, manzana picada, cebolla cortada en rodajas finas, apio, perejil, salsas como la thousand Island dressing y pepinillos encurtidos como topping. Suele incluir unas rodajas de queso Cheddar entre sus ingredientes.
Los sándwiches pueden ser cortados en cuatro piezas y ser servidos en fiestas o brunches. Se suele servir frío. Existen versiones para vegetarianos que emplean tofupavo en lugar de las rodajas de carne de pavo como ingrediente.

## El sándwich Pilgrim en la cultura popular
El cantante norteamericano Paul Simon hace una mención al sándwich Pilgrim (así como al po' boys) en su canción «Graceland», incluida en el álbum de 1986 titulado Graceland album.